# Lasmanisita
La lasmanisita és un mineral de la classe dels sulfurs.

## Característiques
La lasmanisita és un sulfur de fórmula química Ag₁₂Pb₁₃Mn₁₁Sb₄₄S₉₆. Va ser aprovada com a espècie vàlida per l'Associació Mineralògica Internacional l'any 2023, i encara resta pendent de publicació. Cristal·litza en el sistema ortoròmbic.
L'exemplar que va servir per a determinar l'espècie, el que es coneix com a material tipus, es troba conservat a les col·leccions del departament mineralògic-petrogràfic del Museu d'Història Natural de Viena (Àustria), amb el número de catàleg: o 2510.

## Formació i jaciments
Va ser descoberta a les mines de la conca de Bear, situades al districte miner de Buena Vista, dins el comtat de King (Washington, Estats Units). Aquest indret és l'únic a tot el planeta on ha estat descrita aquesta espècie mineral.